# Infrared Data Association

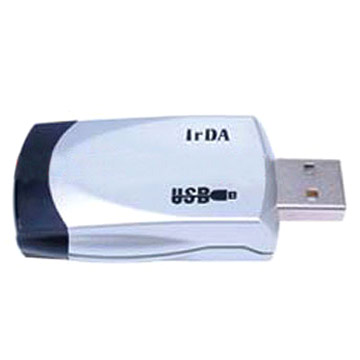
Dongle IrDA.

Infrared Data Association (IrDA) é uma definição de padrões de comunicação entre equipamentos de comunicação wireless.
Tipo de barramento que permite a conexão de dispositivos sem fio ao microcomputador (ou equipamento com tecnologia apropriada), tais como impressoras, telefones celulares, notebooks e PDAs.
Para computadores que não possuem infravermelho (IRDA) é necessário um adaptador ligado a porta USB do computador, desta maneira este computador poderá trocar arquivos com qualquer outro equipamento que possui infravermelho (IRDA).
O adaptador infravermelho (IRDA) é um padrão de comunicação sem fio para transmissão de dados entre outros dispositivos, não possui memória interna e portanto não armazena os dados, apenas os transfere de um equipamento para outro servindo apenas como uma ponte.
Velocidade
O IRDA em celulares chega de 5 a 10 kbps, dependendo da distância.
Padrões:
1. 0 - com taxas de transmissão de até 115.200 bps
2. 1 - com taxas de transmissão de até 4.194.304 bps (4 Mbps).

As transmissões são feitas em half-duplex
A transmissão de dados sem fio (“Wireless”), está tornando-se possível entre computadores pessoais e periféricos através de IrDA (infravermelho). Existe uma oportunidade para a comunicação sem fios de alcance pequeno efetiva e barata em sistemas e dispositivos de todos os tipos. Os padrões de IrDA foram desenvolvido rapidamente (comparados a outros padrões). Porém não tem alcançado todos os cantos do universo em sistemas e periféricos. Este papel deve-se a uma avaliação dos protocolos de IrDA com comentários no uso em sistemas e periféricos. A Associação de Dados Infravermelho (IrDA) é um grupo indústria de mais de 150 companhias que especialmente desenvolveram padrões de comunicação serviram para baixo custo, alcance pequeno, independência de plataforma, comunicações de ponto para ponto a um alcance largo de velocidades. Estes padrões foram implementados em várias plataformas de computador e mais recentemente ficou disponível para muitas aplicações. Por causa da larga aceitação, as especificações de IrDA estão agora em um rasto acelerado para adoção como padrões de ISO.

## Características
A transferência é feita na forma de pacotes de dados enviados sequencialmente (serial). Assim como as portas seriais convencionais, a transmissão inicia-se com 1 bit de start, seguindo de 1 Byte de dados, 1 bit de paridade, encerrando a transferência do pacote com 1 bit de parada. A comunicação pelo IrDA pode ser apenas half duplex. Ou seja, não permite o envio e recebimento de dados simultaneamente, A configuração da porta serial para o Barramento IrDA é feita no setup da placa-mãe e para efectivar a troca de dados é necessário um software específico. A comunicação via emissão infravermelha precisa de uma porta de emissão e outra de recepção. Tomando como exemplo, um mouse infravermelho, você observará que ele possui um led que emite os raios IR (emissor). Na parte traseira do gabinete você encontrará um cabo com um dispositivo que recebe o sinal do rato.
O sinal infravermelho tem um ângulo específico de trabalho. Nos dispositivos mais antigos este ângulo era de aproximadamente 30º , mas este ângulo tem aumentado para até 130º . A distância máxima pode variar em função do dispositivo, atualmente existem redes Wireless com hub infravermelho, mas pode-se generalizar dizendo que a distância máxima para emissão ou recepção do sinal está em torno de 4,5 m. Existem ratos, teclados scanners, impressoras, relógios, videojogos, calculadoras e redes, entre outros dispositivos que podem transmitir dados via “Infrared”.